# HMS Walrus (D24)
«Валрус» (англ. HMS Walrus (D24) — військовий корабель, ескадрений міноносець «Адміралті» типу «W» Королівського військово-морського флоту Великої Британії за часів Першої світової війни.
«Валрус» був закладений у липні 1916 року на верфі компанії Fairfield Shipbuilding and Engineering Company у Говані. 27 грудня 1917 року він був спущений на воду, а 8 березня 1918 року увійшов до складу Королівських ВМС Великої Британії.
Брав участь у Першій світовій війні.

## Історія
Усі есмінці класів V і W, серед яких і «Валрус», були приписані до Великого флоту або Сил Гариджа до кінця Першої світової війни, яка закінчилася перемир'ям з Німеччиною 11 листопада 1918 року.
У 1921 році «Валрус» був направлений до Атлантичного флоту у складі 5-ї флотилії есмінців, до якої також входили лідер есмінців «Малькольм» та есмінці «Веніті», «Вендетта», «Вівейшос», «Вояджер», «Вотерхен», «Рестлер» і «Райнек».
Королівський військово-морський флот вирішив переобладнати «Валрус» на корабель протиповітряного супроводження, і в лютому 1938 року буксир забрав його з Росайта разом із основним екіпажем із чотирьох осіб на борту, і попрямував до верфі Чатема, де він мав пройти переобладнання. Однак під час подорожі в Північному морі на кораблі обрушився потужний шторм, і 12 лютого 1938 року буксирний трос обірвався через сильний вітер і бурхливе море, і «Валрус» викинуло на берег на скелі Маскус у Північній затоці Скарборо. Четверо членів екіпажу «Валруса» благополучно дісталися до берега на одному з його рятувальних човнів.
5 березня 1938 року, після оцінки флотською комісією стану есмінця, «Валрус» був проданий компанії Round Brothers з Сандерленда, Англія, для утилізації. Корабель був проданий на брухт і в жовтні того ж року розібраний.